# Владко Шаламанов
Владко Димитров Шаламанов е български футболист, полузащитник. Играе за Левски (1986/87, 1989-91 и 1992/93 г.). Шампион през 1992/93 и носител на купата на страната през 1991 г. За ПФК Локомотив (София) е играл през 1988/89 и 1998/пр., в Тунджа (Ямбол) през 1987/88, за Сливен играе през 1993 г., след това за Славия от пролетта на 1994 до есента на 1995 г. и от есента на 1998 до края на 1999 г. В чужбина е играл за Арис (Солун) (1991-92), Алтай (Измир) (1996/пр., 1996/97 и 1997/ес.) и в португалските втородивизионни Имортал (2000-2001 г.) и Портимонензе (2001-2004 г.). В евротурнирите има 6 мача (4 мача за Левски в КНК (четвъртфиналист през 1987 г.) и 2 мача за Славия в турнира за купата на УЕФА. Общо в А група е изиграл 201 мача и е отбелязал 65 гола.
Има 4 мача за националния отбор.

## Статистика по сезони
- Левски - 1986/87 - А РФГ, 14 мача/1 гол
- Тунджа (Ямбол) - 1987/88 - Б РФГ, 24/9
- Локомотив (София) - 1988/89 - А РФГ, 29/4
- Левски - 1989/90 - А РФГ, 23/3
- Левски - 1990/91 - А РФГ, 26/4
- Арис (Солун) - 1991/92 - Етники Категория, 30/3
- Левски - 1992/93 - А РФГ, 7/0
- Славия - 1993/94 - А РФГ, 26/4
- Славия - 1994/95 - А РФГ, 28/22
- Славия - 1995/ес. - А РФГ, 13/9
- Алтай (Измир) - 1995/96 - Турска Суперлига, 10/3
- Алтай (Измир) - 1996/97 - Турска Суперлига, 30/7
- Локомотив (София) - 1997/98 - А РФГ, 15/2
- Славия - 1998/99 - А РФГ, 24/6
- Славия - 1999/ес. - А РФГ, 8/1
- Имортал - 2000/пр. - Португалска Втора Лига, 18/0
- Имортал - 2000/01 - Португалска Втора Лига, 28/3
- Портимонензе - 2001/02 - Португалска Втора Лига, 29/6
- Портимонензе - 2002/03 - Португалска Втора Лига, 11/0